# Manfred Berg
Manfred Berg (* 4. Dezember 1959 in Wesel) ist ein deutscher Historiker.

## Leben
Manfred Berg studierte von 1980 bis 1985 Geschichte, Politikwissenschaft und Philosophie an der Universität Heidelberg. Dort wurde er 1988 im Fach Neuere Geschichte bei Detlef Junker promoviert. Die Habilitation erfolgte 1998 an der Freien Universität Berlin für das Fach Neuere Geschichte.
Von 1989 bis 1992 war Berg zunächst Mitarbeiter an der  für Amerikanische Geschichte des Historischen Seminars der Universität Heidelberg, dann Wissenschaftlicher Mitarbeiter an der Abteilung Geschichte des John-F.-Kennedy-Instituts für Nordamerikastudien der Freien Universität Berlin. Von 1992 bis 1997 war er als wissenschaftlicher Mitarbeiter des Deutschen Historischen Instituts in Washington tätig, 1994/1995 als kommissarischer stellvertretender Direktor. Von 2003 bis 2005 war Berg Direktor des Zentrums für USA-Studien an der Stiftung Leucorea der Martin-Luther-Universität Halle-Wittenberg. Seit 2005 ist er Inhaber der Curt-Engelhorn-Professur für Amerikanische Geschichte an der Universität Heidelberg.
Seit Frühjahr 2017 ist Berg Sprecher des Graduiertenkollegs „Authority and Trust in American Culture Society, History, and Politics“ (GKAT) am Heidelberg Center for American Studies (HCA). Seit 2019 ist Berg ordentliches Mitglied der Heidelberger Akademie der Wissenschaften. Berg schreibt in unregelmäßigen Abständen für die Wochenzeitung Die Zeit. Er ist außerdem Mitglied des 2020 gegründeten Netzwerks Wissenschaftsfreiheit.

## Schriften (Auswahl)
- Gustav Stresemann und die Vereinigten Staaten von Amerika. Weltwirtschaftliche Verflechtung und Revisionspolitik 1907–1929. Nomos, Baden-Baden 1990, ISBN 3-7890-2087-7 (Dissertation, Universität Heidelberg, 1988).
- Gustav Stresemann. Eine politische Karriere zwischen Reich und Republik. Muster-Schmidt, Göttingen 1992, ISBN 3-7881-0141-5.
- The Ticket to Freedom. Die NAACP und das Wahlrecht der Afro-Amerikaner. Campus, Frankfurt am Main 2000, ISBN 3-593-36534-0 (Habilitationsschrift, FU Berlin, 1997/98).
  - The Ticket to Freedom. The NAACP and the Struggle for Black Political Integration. Univ. Press of Florida, Gainesville, Fla. 2005, ISBN 978-0-8130-2832-3.
- Popular Justice. A History of Lynching in America. Ivan R. Dee, Chicago 2011, ISBN 978-1-56663-802-9.
  - Lynchjustiz in den USA. Bearbeitet und übersetzt vom Verfasser. Hamburger Edition, Hamburg 2014, ISBN 978-3-86854-273-8.
- Geschichte der USA (= Oldenbourg Grundriss der Geschichte. Bd. 42). Oldenbourg, München 2013, ISBN 978-3-486-70482-2.
- Woodrow Wilson. Amerika und die Neuordnung der Welt. Eine Biographie. C. H. Beck, München 2017, ISBN 978-3-406-70778-0.
- Das gespaltene Haus. Eine Geschichte der Vereinigten Staaten von 1950 bis heute. Klett-Cotta, Stuttgart 2024, ISBN 978-3-608-98408-8.